# Гердер, Иоганн Готфрид
Иога́нн Го́тфрид Ге́рдер (нем. Johann Gottfried Herder; 25 августа 1744 года, Морунген, Восточная Пруссия — 18 декабря 1803 года, Веймар) — немецкий мыслитель, богослов и историк культуры. Один из ведущих деятелей позднего Просвещения.
Как теолог представляет (наряду с Гаманом и Якоби) реакцию против излишнего рационализма и догматизма Просвещения во имя свободного религиозного чувства и живой веры. Как философ истории поставил вопрос о существовании общих законов исторического развития, разработав теорию исторического прогресса народов и человечества. Создатель исторического понимания искусства, считавший своей задачей «всё рассматривать с точки зрения духа своего времени». Первым привлёк внимание к фольклору как проявлению уникального духа того или иного народа. Вдохновитель движения «Буря и натиск». Один из зачинателей славистики. Состоял в Ордене баварских иллюминатов.

## Биография
Родился в протестантской семье бедного школьного учителя Готфрида Гердера (1706—1763). Его мать Анна Элизабет Гердер (урождённая Пельц; 1717—1772) происходила из семьи сапожника, а отец был также церковным звонарём.
В ходе Семилетней войны 1756—1763 годов территория Восточной Пруссии была занята русскими войсками. В 1762 году Гердер с подачи русского военного врача отправился в Кёнигсбергский университет с намерением изучать медицину, однако вскоре предпочёл теологический факультет, который окончил в 1764 году. Там он слушал лекции И. Канта по логике, метафизике, моральной философии и физической географии, а также брал уроки языков у И. Г. Гамана. Оба они оказали на Гердера значительное влияние, тогда же он увлёкся идеями Руссо.
В 1764 году уехал в Ригу, где при содействии Гамана занял место преподавателя в соборной школе, а после сдачи в следующем году богословского экзамена также служил пасторским адъюнктом. В 1767 году получил выгодное предложение в Петербурге, но не принял его. Увлечённость Гердера просветительскими идеалами привела к напряжённым отношениям с рижским духовенством, и в 1769 г. он подал в отставку.
На протяжении двух лет путешествовал по Франции, Голландии, Германии. В Париже познакомился с Дидро и Даламбером, в Гамбурге на Гердера оказал большое влияние Лессинг, а в 1770 году он познакомился в Страсбурге с молодым Гёте; их общение способствовало возникновению литературного движения «Буря и натиск».
В 1771—1776 годах — советник консистории в Бюкебурге. В 1776 году переселился в Веймар, где благодаря содействию Гёте получил должность генерального суперинтенданта, то есть первого духовного лица герцогства (занимал эту должность до самой смерти). В 1788—1789 годах путешествовал по Италии.
Поздние годы Гердера были омрачены конфликтом с его учителем Кантом, который в своих рецензиях на трактаты Гердера выявил слабые стороны его учения: «прекраснодушие, конструирование на основании непроверенных гипотез, бездоказательный телеологизм». После кончины философ был похоронен в веймарской церкви Святых Петра и Павла.

## Философия и критика
Сочинения Гердера «Фрагменты по немецкой литературе» (Fragmente zur deutschen Literatur, Рига, 1766—1768), «Критические рощи» (Kritische Wälder, 1769) сыграли большую роль в развитии немецкой литературы периода «Бури и натиска» (см. «Sturm und Drang»). Здесь мы встречаемся с новой, восторженной оценкой Шекспира, с мыслью (ставшей центральным положением всей его теории культуры), что каждый народ, каждый прогрессивный период мировой истории имеет и должен иметь литературу, проникнутую национальным духом.
Его сочинение «Тоже философия истории» (Рига, 1774) посвящено критике рационалистической философии истории просветителей. С 1785 года начал выходить его монументальный труд «Идеи к философии истории человечества» (Рига, 1784—1791). Это первый опыт всеобщей истории культуры, где получают своё наиболее полное выражение мысли Гердера о культурном развитии человечества, о религии, поэзии, искусстве, науке. Восток, античность, средние века, Возрождение, новое время — изображены им с поражавшей современников эрудицией.
Последними его большими трудами (если не считать богословских произведений) стали «Письма для споспешествования гуманности» (Briefe zur Beförderung der Humanität, Рига, 1793—1797) и «Адрастея» (1801—1803), направленная главным образом против романтизма Гёте и Шиллера.
Философию позднего Канта резко отклонил, назвав его исследования «глухой пустыней, наполненной пустыми порождениями ума и словесным туманом с большим притязанием». В частности, Гердер считал, что животные являются для человека «меньшими братьями», а не только «средством», как считает Кант: «Не существует добродетели или влечения в человеческом сердце, подобие которых здесь и там не проявлялось бы в мире животных».
Высшим идеалом для Гердера была вера в торжество всеобщей, космополитической гуманности (Humanität). Гуманность он трактовал как осуществление гармонического единства человечества во множестве самостоятельных индивидов, каждый из которых достиг максимальной реализации своего уникального предназначения. Более всего в представителях человечества Гердер ценил изобретательство.

### Идея развития человечества

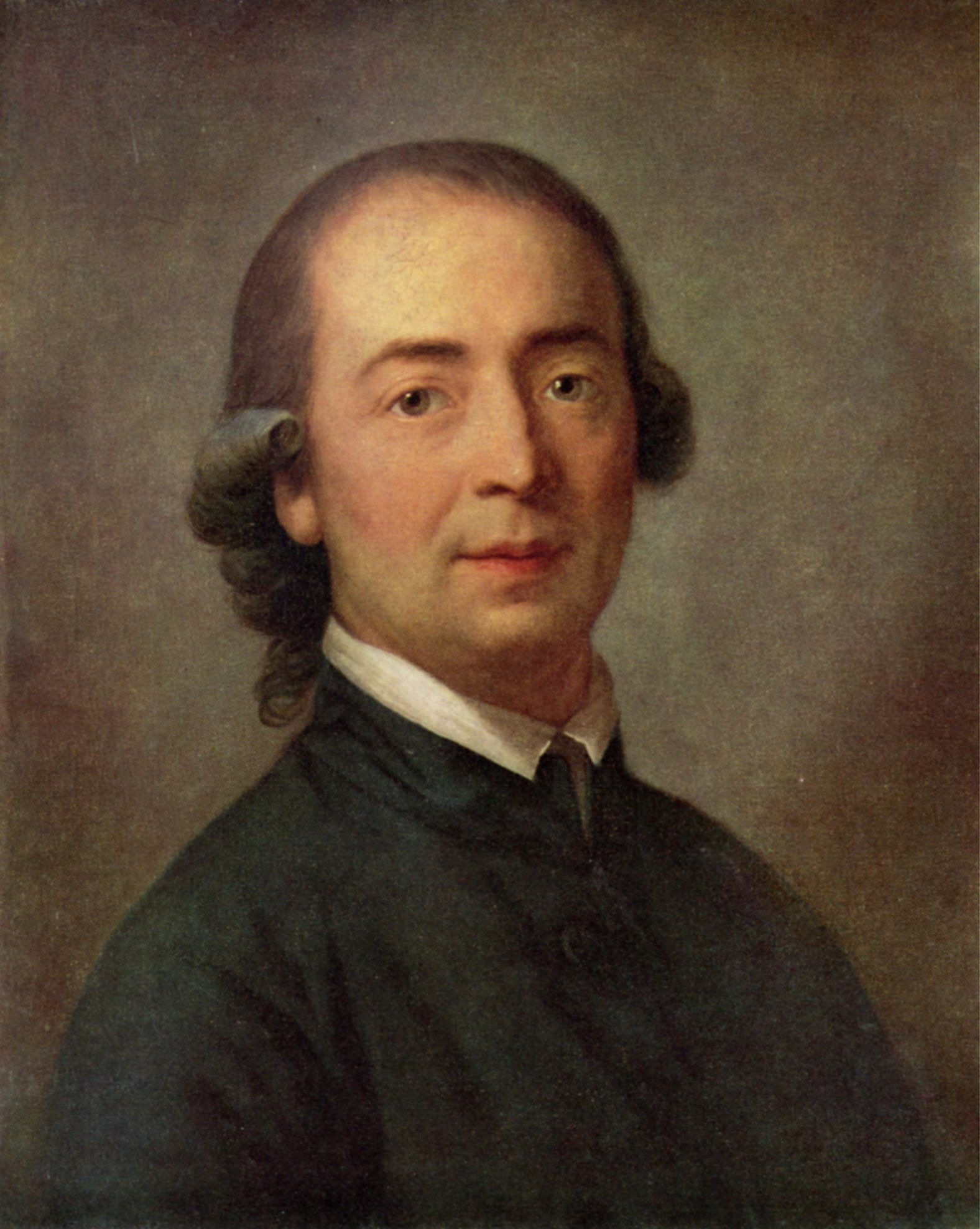
На портрете А. Графа, 1785

Гердер одним из первых разрабатывал идею прогресса. По Гердеру, человечество в своём развитии подобно отдельному индивиду: оно переживает периоды молодости и дряхлости, — с гибелью античного мира оно узнало свою первую старость, с веком Просвещения стрелка истории вновь совершила свой круг. То, что просветители принимают за подлинные произведения искусства, не что иное, как лишённые поэтической жизни подделки под художественные формы, возникшие в своё время на почве национального самосознания и ставшие неповторимыми с гибелью породившей их среды. Подражая образцам, поэты теряют возможность проявить единственно важное: свою индивидуальную самобытность, а так как Гердер всегда рассматривает человека как частицу социального целого (нации), то и свою национальную самобытность.
Поэтому Гердер призывает современных ему немецких писателей начать новый омоложённый круг культурного развития Европы, творить, подчиняясь вольному вдохновению, под знаком национальной самобытности. Для этой цели Гердер рекомендует им обратиться к более ранним (молодым) периодам отечественной истории, ибо там они могут приобщиться к духу своей нации в его наиболее мощном и чистом выражении и почерпнуть силы, необходимые для обновления искусства и жизни.
Однако с теорией циклического развития мировой культуры Гердер совмещает теорию прогрессивного развития, сходясь в этом с просветителями, полагавшими, что «золотой век» следует искать не в прошлом, но в будущем. И это не единичный случай соприкосновения Гердера с воззрениями представителей эпохи Просвещения. Опираясь на Гаманна, Гердер в то же время солидаризуется по ряду вопросов с Лессингом.
Постоянно подчёркивая единство человеческой культуры, Гердер объясняет его общей целью всего человечества, которая состоит в стремлении обрести «истинную гуманность». Согласно концепции Гердера, всеобъемлющее распространение гуманности в человеческом обществе позволит:
- разумные способности людей сделать разумом;
- данные человеку природой чувства реализовать в искусстве;
- влечения личности сделать свободными и красивыми.

«Гердер не восседал, подобно литературному великому инквизитору, судьёй над различными народами, осуждая или оправдывая их, смотря по степени их религиозности. Нет, Гердер рассматривал все человечество как великую арфу в руках великого мастера, каждый народ казался ему по-своему настроенной струной этой исполинской арфы, и он постигал универсальную гармонию её различных звуков».— Гейне

### Идея национального государства
Гердер был одним из тех, кто первым выдвинул идею современного национального государства, но она возникла в его учении из витализированного естественного права и носила вполне пацифистский характер. Каждое государство, возникшее в результате захватов, вызывало у него ужас. Ведь такое государство, как считал Гердер, и в этом проявлялась его народная идея, разрушало сложившиеся национальные культуры. Чисто природным созданием ему, собственно, представлялись только семья и соответствовавшая ей форма государства. Её можно назвать гердеровской формой национального государства.

«Природа воспитывает семьи и, следовательно, самое естественное государство — то, где живёт один народ с единым национальным характером».

«Государство одного народа — это семья, благоустроенный дом. Оно покоится на собственном фундаменте; основанное природой, оно стоит и погибает только с течением времени».
Гердер называл такое государственное устройство первой степенью естественных правлений, которая останется высшей и последней. Это означает, что нарисованная им идеальная картина политического состояния ранней и чистой народности оставалась его идеалом государства вообще.
Однако для Гердера государство — это машина, которую со временем надо будет сломать. И он переиначивает афоризм Канта: «Человек, который нуждается в господине, животное: поскольку он человек — ему не нужен никакой господин» (9, т. X, стр. 383).

### Учение о народном духе
«Генетический дух, характер народа — это вообще вещь поразительная и странная. Его не объяснить, нельзя и стереть его с лица Земли: он стар, как нация, стар, как почва, на которой жил народ».
В этих словах заключена квинтэссенция учения Гердера о духе народа. Учение это в первую очередь было направлено, как уже на предварительных стадиях его развития у просветителей, на сохраняющуюся сущность народов, устойчивое в изменении. Оно более покоилось на универсальном сочувствии многообразию индивидуальностей народов, чем несколько позднее учение исторической школы права, вытекавшее из страстного погружения в своеобразие и творческую силу немецкого народного духа. Но оно предвосхищало, хотя и с меньшей мистикой, романтическое чувство иррационального и таинственного в народном духе. Это учение, подобно романтике, видело в национальном духе незримую печать, выраженную в конкретных чертах народа и его творениях, разве только это видение было более свободным, не столь доктринёрским. Менее жёстко, чем впоследствии романтизм, оно рассматривало и вопрос о неизгладимости народного духа.
Любовь к сохранившейся в чистоте и нетронутости народности не препятствовала Гердеру признавать и благотворность «прививок, своевременно сделанных народам» (как это сделали норманны с английским народом). Идея национального духа получила у Гердера особый смысл благодаря приложению к её формулировке его любимого слова «генетический». Это означает не только живое становление вместо застывшего бытия, при этом ощущается не только своеобразное, неповторимое в историческом росте, но и та творческая почва, из которой проистекает всё живое.
Гораздо критичнее относился Гердер к появившемуся тогда понятию расы, рассмотренному незадолго до этого Кантом (1775). Его идеал гуманности противодействовал этому понятию, которое, по мнению Гердера, грозило вновь довести человечество до животного уровня, даже говорить о человеческих расах казалось Гердеру неблагородным. Их цвета, считал он, теряются друг в друге, и всё это в конце концов только оттенки одной и той же великой картины. Подлинным носителем великих коллективных генетических процессов был и оставался, по мнению Гердера, народ, а ещё выше — человечество.

## Поэзия и переводы
Литературным дебютом Гердера стала анонимно опубликованная в 1761 году юношеская ода «Песнь Киру» на восшествие на российский престол Петра III.
Весьма значительна поэтическая и особенно переводческая деятельность Гердера. Он знакомит читающую Германию с рядом интереснейших, до того неизвестных или малоизвестных, памятников мировой литературы. С огромным художественным вкусом сделана его знаменитая антология «Народные песни» (Völkslieder, 1778—1779), известная под заглавием «Голоса народов в песнях» (Stimmen der Völker in Liedern), открывшая путь новейшим собирателям и исследователям народной поэзии, так как только со времён Гердера понятие о народной песне получило ясное определение и стало подлинным историческим понятием. В мир восточной и греческой поэзии вводит он своей антологией «Из восточных стихотворений» (Blumenlese aus morgenländischer Dichtung), переводом «Сакунталы» (1791) и «Греческой антологией» (Griechische Anthologie). Свою переводческую деятельность Гердер завершил обработкой романсов о Сиде (1801), сделав достоянием немецкой культуры ярчайший памятник староиспанской поэзии.

## Влияние и память

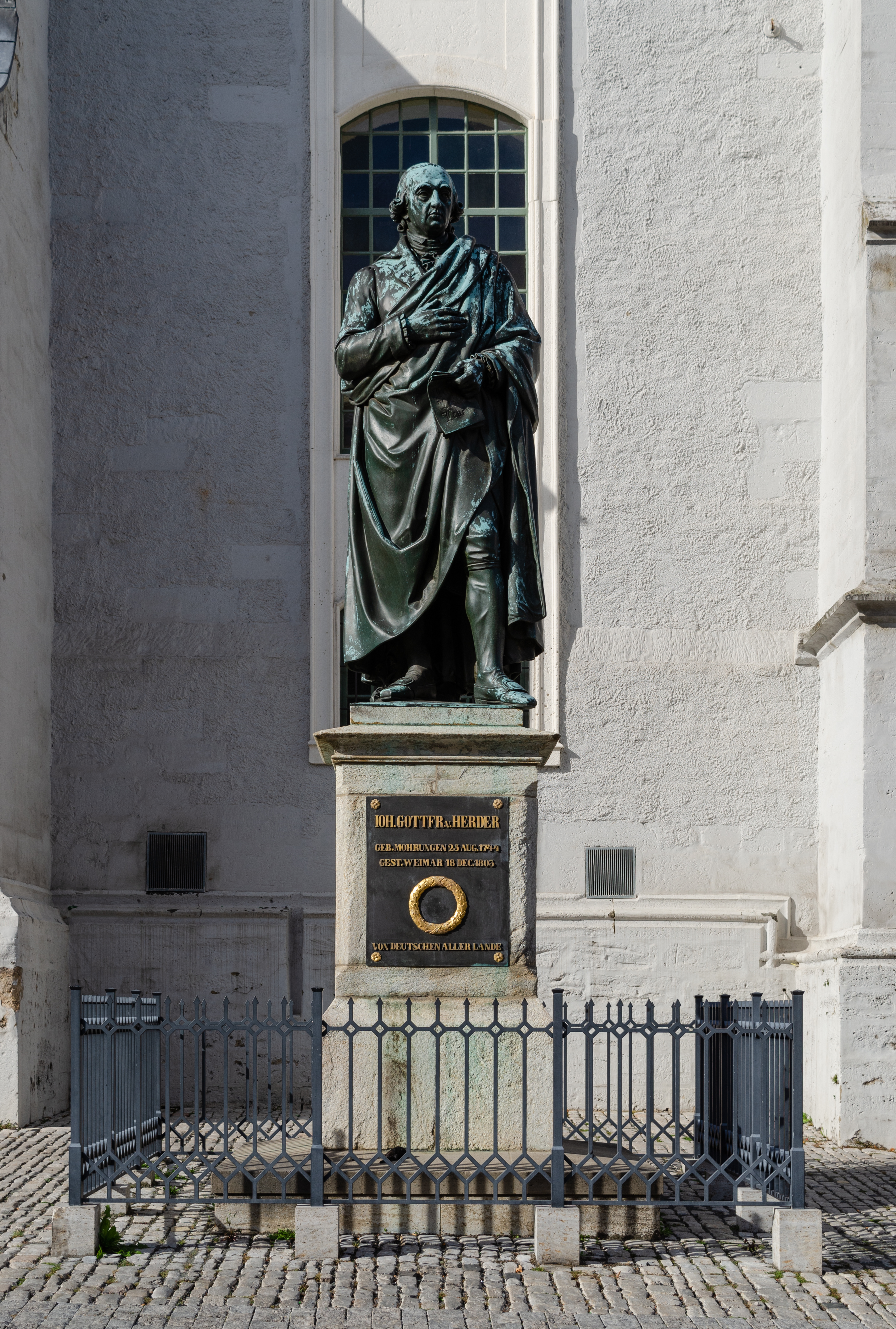
Памятник в Веймаре (1850)

Гердер — главный вдохновитель «Бури и натиска», хотя штюрмеры дополнили теорию Гердера своей художественной практикой. Не без его содействия в немецкой литературе возникли произведения с национальными сюжетами («Гёц фон Берлихинген» Гёте, «Отто» Клингера и другие), произведения, проникнутые духом индивидуализма; развился культ прирождённой гениальности.
Именем Гердера названы улицы многих немецких городов. В Риге его именем названы площадь в Старом городе и школа.
Именем Гердера назван астероид  — 8158 Гердер.
В 1964—2006 годах Фондом Альфреда Тёпфера присуждалась премия деятелям культуры, внёсшим значительный вклад в сохранение и приумножение культурного наследия Европы.

## Издания на русском языке
- Идеи к философии истории человечества = Ideen zur Philosophie der Geschichte der Menschheit / Пер. и примеч. А. В. Михайлова; Отв. ред. А. В. Гулыга; АН СССР. — М.: Наука, 1977. — 704 с. — (Памятники исторической мысли). — 50 000 экз.